# Banpeiyu
Espèce
Banpeiyu (japonais : 晩白柚), Citrus maxima ‘Banpeiyu’, est un cultivar de Citrus maxima. C’est un agrume à très gros fruits. 

## Description

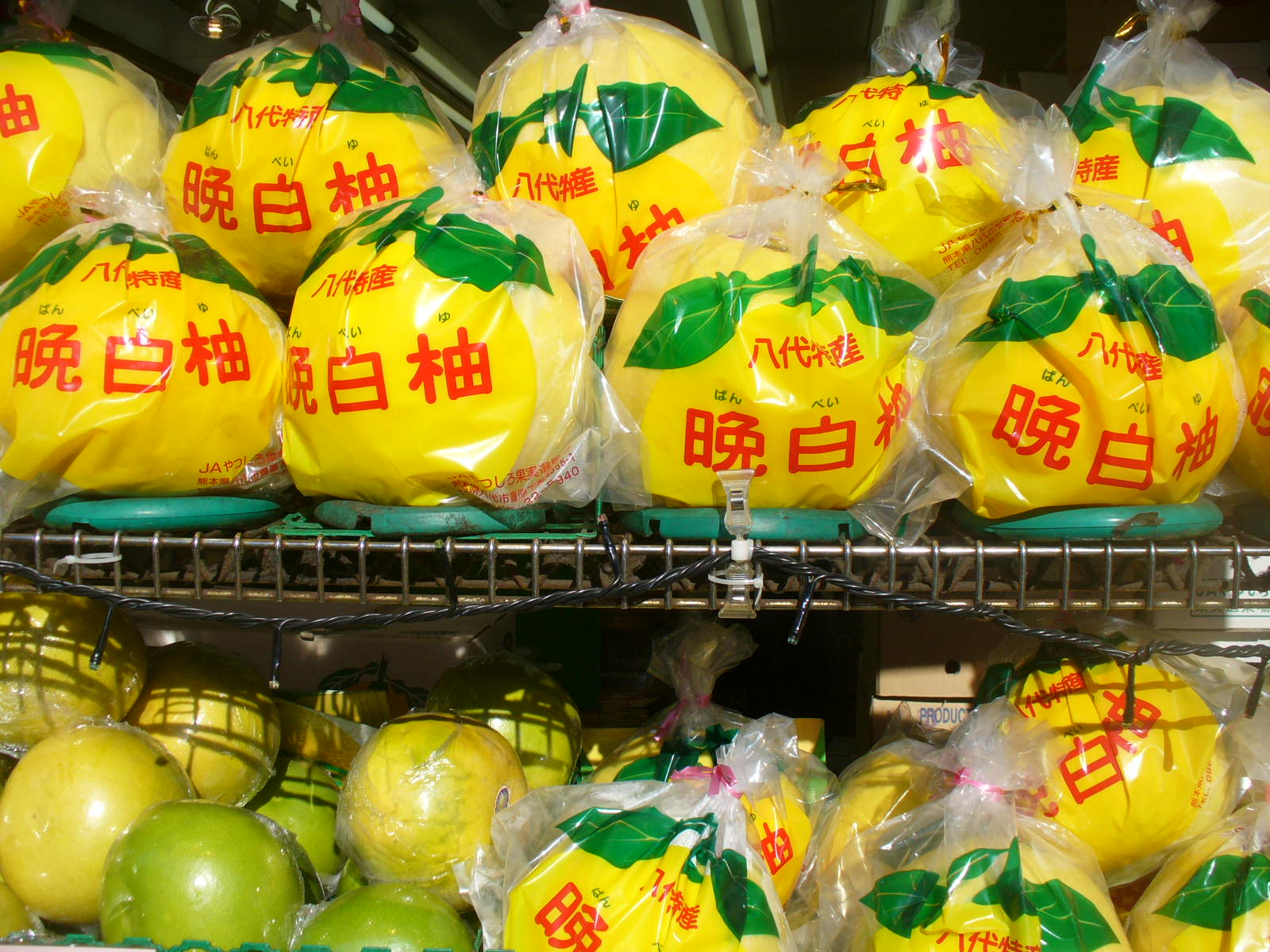
banpeiyu sur un marché à Kagoshima.

Originaire de Malaisie, importé à Taïwan en 1920, et de là au Japon, l'arbre est grand et de croissance vigoureuse. Les bourgeons sont poilus ainsi que la face inférieure des feuilles. Le fruit est très grand et presque sphérique, il a un mésocarpe (peau blanche de l'intérieur des agrumes) épais qui est jaune pâle et lisse. Les vésicules endocarpiques (petit "grains" remplis de jus à l'intérieur des quartiers d'agrume) sont également jaune pâle, fermes mais tendres et juteux, avec un excellent équilibre entre le sucré et l'acide. Les quartiers sont séparés en 15-18 segments aux parois fines mais résistantes. Le fruit, moyennement tardif, se conserve bien pendant plusieurs mois. Largement cultivé en Orient, il le principal cultivar de pomelo du Japon où il n'atteint une grande qualité que dans les endroits les plus chauds.
Lors d'un concours du plus gros Banpeiyu, organisé à Yatsushiro, Kumamoto, en 2014, un de ces fruits a été présenté par l'école d'agriculture de Kumamoto (Kumamoto Prefectural Yatsushiro Agricultural High School). Il obtient le prix du plus gros pomelo du monde avec un fruit de 4,86 kg pour 83,5 cm de circonférence certifié par le Livre Guinness des records.

## Spécificités

### Huile essentielle
L'huile essentielle a un pourcentage faible chez les agrumes de limonène (49 à 55%) et élevé de myrcène (35%) d'où une note agréable anisée . Banpeyiu est avec hassaku et le citron Ichang riche en auraptene, coumarine étudiée comme complément alimentaire. Une analyse (1990) est disponible dans une publication séparée de M. Sawamura.

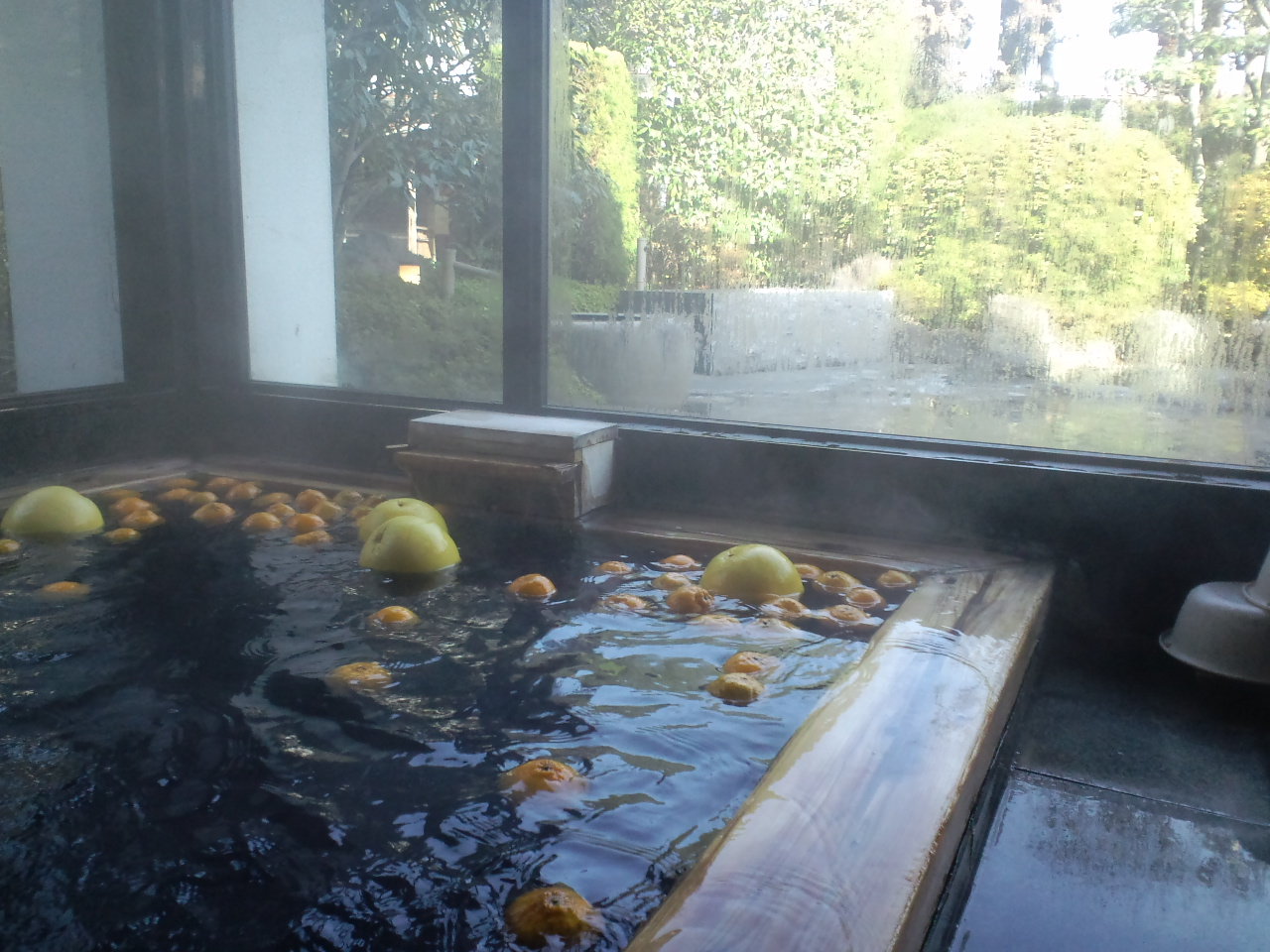
Banpeiyu et divers agrumes dans un bain, à Yatsushiro, au Japon. On reconnait facilement l'agrume à sa taille et sa couleur

### Consommation
Ce fruit est populaire au Japon. Consommé frais, il est apprécié pour son parfum, son mélange d'acidité et de douceur. On peut aussi le consommer confit au sucre. Le fruit de bampeiyu est asperme (sans pépins). Une étude japonaise (2021) décrit les populations d'agrume japonais (avec des correspondances en Chine) sur la base de la génétique de l'auto-incompatibilité de ces agrumes .
Il est également utilisé pour fabriquer une gelée aux fruits.
IGP - Le Banpeiyu de Yatsushiro (ville de Yatsushiro,  ville de Hikawa, comté de Yatsushiro, préfecture de Kumamoto) bénéficie d'une Indication Geographique Protégée (reconnue par l'UE) n°94 du 30 mars 2020 sous la désignation 八代特産晩白柚（ヤツシロトクサンバンペイユ） (Yatsushiro Tokusan Banpeiyu): La spécialité de Yatsushiro, le Banpeiyu. Environ 90 % de la production japonaise de Banpeiyu provient de la région de Yatsushiro, avec 800 t expédiées au cours de l'exercice 2018.

### Dans la culture japonaise
La culture du Banpeiyu aurait commencé dans les années 1940 avec une expansion dans les années 1960. Il est particulièrement populaire dans la région de Koda, au sud-est de la ville de Yatsushiro, et dans la ville voisine de Hikawa.
Traditionnellement les Japonais placent des banpeiyu ainsi que d'autres agrumes entiers dans l'eau de leur bain pour la parfumer, et aussi pour lutter contre les coups de froid. Il est offert comme cadeau. 